# Барбадос на Паралимпийских играх
Барбадос на Паралимпийских играх впервые принял участие в 2000 году на летних Играх в Сиднее (не участвовали в Играх 2016 года). На зимних Играх Барбадос участия пока не принимал. Медалей на Играх спортсмены Барбадоса пока не завоевали.